# 1123
Високе Середньовіччя •  Золота доба ісламу •  Реконкіста •  Хрестові походи •  Київська Русь

## Геополітична ситуація
Візантію очолює Іоанн II Комнін (до 1143). Генріх V є імператором Священної Римської імперії (до 1125), Людовик VI Товстий — королем Франції (до 1137).
Апеннінський півострів розділений: північ належить Священній Римській імперії, середню частину займає Папська область, південна частина півострова окупована норманами. Деякі міста півночі: Венеція, Піза, Генуя, мають статус міст-республік.
Південь Піренейського півострова захопили Альморавіди. Північну частину півострова займають християнські Кастилія, Леон (Астурія, Галісія), Наварра та Арагон, Барселона. Королем Англії є Генріх I Боклерк (до 1135), королем Данії Нільс I (до 1134).
У Київській Русі княжить Володимир Мономах (до 1125). У Польщі княжить Болеслав III Кривоустий (до 1138). На чолі королівства Угорщина стоїть Іштван II (до 1131).
На Близькому сході існують держави хрестоносців: Єрусалимське королівство, Антіохійське князівство, Едеське графство, графство Триполі. Сельджуки окупували Персію та Малу Азію, в Єгипті владу утримують Фатіміди, у Магрибі панують Альморавіди, у Середній Азії правлять Караханіди, Газневіди втримують частину Індії. У Китаї співіснують держава ханців, де править династія Сун, держава киданів Ляо, держава чжурчженів, де править династія Цзінь, та держава тангутів Західна Ся. На півдні Індії домінує Чола. В Японії триває період Хей'ан.

## Події
- Відбувся Перший Латеранський собор. Собор ратифікував Вормський конкордат, заборонив одружуватися священикам.
- Емір Алеппо Балак захопив у полон короля Єрусалиму Балдуїна II, який намагався виручити графа Едеси Жослена де Куртене.
- Венеція уклала союзний договір з Єрусалимським королівством. Венеційський флот завдав поразки флоту Фатімідів поблизу Ашалона.
- Конетабль Єрусалимського королівства Євстахій Греньє завдав поразки Фатімідам у Палестині.
- Уперше згадуються консули Болоньї, що свідчить про набуття містом статусу незалежної комуни.
- У Німеччині спалахнула війна між імператором Генріхом V та Лотаром із Супплінбурга.

## Померли
- Ярослав Святополкович
- Літописець Сильвестр